# RD-0410
Le RD-0410 (РД-0410) est un moteur-fusée à propulsion nucléaire thermique développé par l'Union soviétique à partir de 1965 et jusque dans les années 1980. Testé notamment sur le site de Semipalatinsk, il avait été question de l'employer sur un projet soviétique de mission habitée vers Mars.

## Caractéristiques
Ce moteur avait des performances légèrement supérieures (température d'échappement et impulsion spécifique) à celles du NERVA (le projet américain de moteur de fusée nucléaire thermique). La conception du cœur du réacteur comprenait une isolation thermique entre le combustible carbure d'uranium/carbure de tungstène et le modérateur à hydrure de zirconium. Cela a permis une conception du cœur du réacteur très compacte. Le flux d'hydrogène a refroidi le modérateur, permettant d'abord de conserver une énergie neutronique très faible et une section efficace de fission élevée, puis il a été chauffé par le contact direct avec les crayons de combustible. Pour empêcher la réaction chimique entre le carbure et l'hydrogène, environ un pour cent d'hexane a été ajouté à l'hydrogène après le passage du modérateur.
La turbopompe à hydrogène a été conçue par KB Khimautomatiki à Voronej.